# Mamedabad
Mamedabad är en ort i Azerbajdzjan.   Den ligger i distriktet Saatlı Rayonu, i den sydöstra delen av landet, 130 km väster om huvudstaden Baku. Antalet invånare är 1 480.
Terrängen runt Mamedabad är mycket platt. Runt Mamedabad är det ganska tätbefolkat, med 72 invånare per kvadratkilometer.. Närmaste större samhälle är Saatlı, 11,8 km nordväst om Mamedabad.
Trakten runt Mamedabad består till största delen av jordbruksmark.